# Tivoli Audio

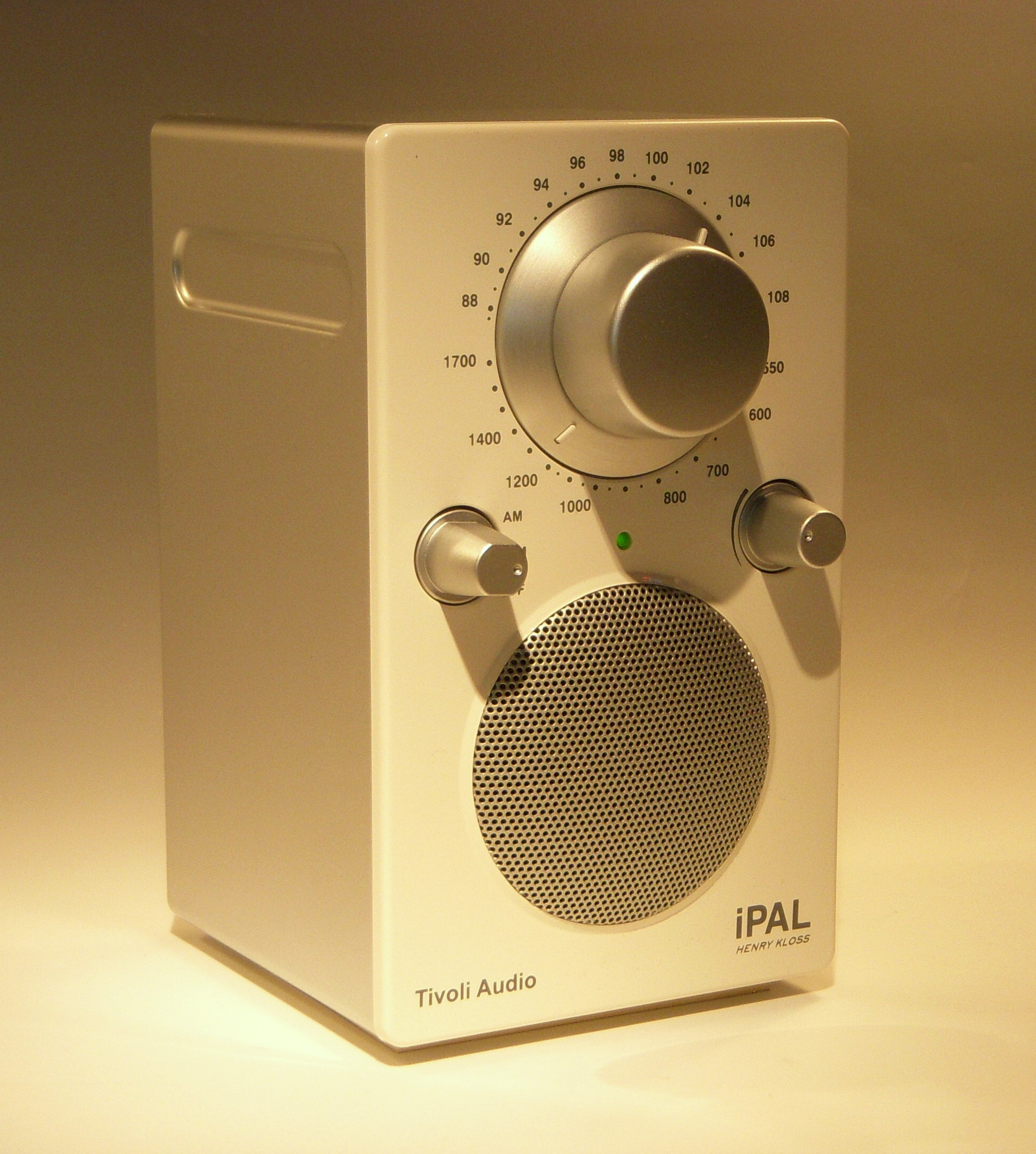
Tivoli Audio PAL

Tivoli Audio är ett amerikanskt varumärke skapat av Tom DeVesto och ljudingenjören och formgivaren Henry Kloss. Tivoli Audio PAL är kända för sina designade radioapparater med mycket bra ljudkvalitet. PAL står för Portable Audio Laboratory.
Den första modellen som skapades var monoradion Tivoli Audio Model One. Har sedan följts av stereoradion Tivoli Audio Model Two och klockradion Tivoli Audio Model Three samt DAB-radion Tivoli Audio Model DAB.